# メイディ・ノーマン
メイディ・ノーマン（Maidie Norman,  1912年10月16日 - 1998年5月2日）は、アメリカ合衆国の女優である。

## 来歴
1912年、ジョージア州のヴィラ・リカ(en9でアフリカ系アメリカ人の家系に生まれる。その後、ジョージアから離れ、オハイオ州で育った。幼い頃からシェイクスピア劇などを学び、1937年にコロンビア大学で演劇の学士号を得て卒業。ラジオ業界からキャリアをスタートさせ、1947年に小さな役柄で映画デビュー。1949年にはロサンゼルスの劇場で舞台デビューも果たしている。1951年に『井戸』で主役級の役柄で出演し、それ以降はコンスタントに様々な映画やテレビドラマに出演。
1962年には、ロバート・アルドリッチ監督のサイコスリラー映画『何がジェーンに起ったか?』に出演し、ジョーン・クロフォードとベティ・デイヴィスと共演。ノーマンは、両者が演じるハドソン姉妹の家に仕える家政婦を演じて印象を残している。1960年代に入ると主にテレビドラマが活躍の場となり様々な作品へ出演した。女優として活動する傍ら、演劇の教師として教壇にも立ち、アフリカ系アメリカ人俳優としての地位向上に一役買っている。1970年代以降は『エアポート'77/バミューダからの脱出』や『ハロウィンIII』などの話題作へも出演した。

### 死去
1998年5月2日、カリフォルニア州のサンノゼにて肺癌のため死去。85歳だった。

## 出演作品

### 映画
- The Burning Cross (1947)
- The Peanut Man (1947)
- Manhandled (1949)
- 井戸 The Well (1951)
- 嵐を呼ぶ太鼓 Lydia Bailey (1952)
- Bright Road (1953)
- 女性よ永遠に Forever Female (1953) ※ノークレジット
- ふんだりけったり Money from Home (1953) ※ノークレジット
- 重役室 Executive Suite (1954) ※ノークレジット
- About Mrs. Leslie (1954)
- 奥様は芳紀十七才 Susan Slept Here (1954)
- Tarzan's Hidden Jungle (1955) ※ノークレジット
- The Courtship of George Washington and Martha Custiss (1955) ※テレビ映画
- 悪の世界 Mad at the World (1955)
- Man with the Gun (1955)
- The Opposite Sex (1956)
- 風と共に散る Written on the Wind (1956)
- 何がジェーンに起ったか? What Ever Happened to Baby Jane? (1962)
- テキサスの四人 4 for Texas (1963)
- 素晴らしき男 A Fine Madness (1966)
- The Final Comedown (1972)
- ビッグ・モー Maurie (1973)
- Sixteen (1973)
- The Sty of the Blind Pig (1974)
- スター誕生 A Star Is Born (1976) ※ノークレジット
- エアポート'77/バミューダからの脱出 Airport '77 (1977)
- ブルックリン物語 Movie Movie (1978)
- ハロウィンIII Halloween III: Season of the Witch (1982)
- アメリカの選択 Terrorist on Trial: The United States vs. Salim Ajami (1988) ※テレビ映画

### テレビドラマ
- The Jack Benny Program (1954)
- Cavalcade of America (1955)
- マチネー・シアター Matinee Theatre (1956)
- クライマックス! Climax! (1956)
- ドラグネット Dragnet (1956)
- ヒッチコック劇場 Alfred Hitchcock Presents (1960)
- 私立探偵 マイケル・シェーン Michael Shayne (1960)
- ペリー・メイスン Perry Mason (1962)
- ベン・ケーシー Ben Casey (1963)
- ミステリー・ゾーン Twilight Zone (1964)
- ドクター・キルデア Dr. Kildare (1965)
- わんぱくキャンプ学校 Camp Runamuck (1965)
- 長く熱い夜 The Long, Hot Summer (1965)
- 0011ナポレオン・ソロ The Man from U.N.C.L.E. (1965)
- 鬼警部アイアンサイド Ironside (1967, 1970)
- ドラグネット1967 Dragnet 1967 (1967, 1968)
- 密林王国ダクタリ Daktari (1968)
- 弁護士ジャッド Judd for the Defense (1968)
- 二匹の流れ者 The Outcasts (1969)
- FBIアメリカ連邦警察 The F.B.I. (1970)
- マニックス Mannix (1970, 1971)
- 黒人教師ディックス Room 222 (1971)
- ドクター・ウェルビー Marcus Welby, M.D. (1971, 1974, 1976)
- 特捜隊アダム12 Adam-12 (1972, 1973)
- Owen Marshall, Counselor at Law (1973)
- 探偵キャノン Cannon (1974)
- サンフランシスコ捜査線 The Streets of San Francisco (1974)
- 事件記者コルチャック Kolchak: The Night Stalker (1975)
- 燃えよ! カンフー Kung Fu (1975)
- 追跡者ハリー・オー Harry O (1975)
- ザ・ジェファーソンズ The Jeffersons (1975)
- 女刑事ペパー Police Woman (1975, 1976, 1977)
- 刑事バレッタ Baretta (1976)
- 大草原の小さな家 Little House on the Prairie (1977)
- 超人ハルク The Incredible Hulk (1979)
- ルーツ2 Roots: The Next Generations (1979)
- 名探偵ジョーンズ Barnaby Jones (1979)
- 女刑事キャグニー&レイシー Cagney & Lacey (1982)
- マット・ヒューストン Matt Houston (1985)
- サイモン&サイモン Simon & Simon (1988)